# Нора Ліліан Алкок
Нора Ліліан Алкок (англ. Nora Lilian Alcock, також відома як Nora Lilian Lepart та Nora Lilian Leopard; 1874 — 1972) — була піонером у галузі патології рослин та першим призначеним урядом фітопатологом у Шотландії.

## Біографія
Нора Ліліан Алкок народилася у 1874 році, її батьками були відомий правник Джон Скотт, судовий радник хедива Єгипту, та Еджворт Леонора Гілл. Можливо, що вона не мала формальної вищої освіти. У 1905 році Нора Ліліан вийшла заміж за Натаніеля Генрі Алкока, рентгенолога, та переїхала до Канади. Після його смерті від раку в 1913 році, вона з чотирма дітьми повернулася до Британії.

## Діяльість
Після повернення до Лондона Алкок отримала посаду в лабораторії патології рослин Міністерства сільського господарства Королівських ботанічних садах в К'ю. На той час Алкок набула досвіду в галузі мікології під керівництвом сера Джона Фраєра, Джона Ремсботтома та професора Гелен Гвінн-Воган. У 1922 році Алкок стала членом Лондонського Ліннеївського товариства, а у 1924 році переїхала до Единбурга на посаду фітопатолога в Департаменті сільського господарства та рибальства. Її посада базувалася у Королівському ботанічному саду Единбургу та була зосереджена на використанні здорового насіння для збільшення виробництва харчових продуктів. У 1937 році вона вийшла на пенсію. Наступного року вона відвідала Австралію, де пів року вивчала місцеву флору.

## Відзнаки та визнання
За результатами її досліджень грибкових захворювань, зокрема Phytophthora fragariae полуниці, Алкок була відзначена Кавалером Ордену Британської імперії у 1935 році. Вона створила стійкі до хвороб штами та каталогізувала хвороби, що передаються насінням.
У 1924 році Алкок стала першою особою, яка обійняла нову посаду фітопатолога в Департаменті сільського господарства та рибальства.
У Королівському ботанічному саду Единбурга встановили меморіальну дошку, присвячену Алкок.

## Інші досягнення
Під час Другої світової війни вона викладала ботаніку військовополоненим. Алкок була членом Національної федерації ділових і професійних жіночих клубів та Сороптимісток Единбурга.